# Білоруський державний університет фізичної культури
Білоруській державний університет фізичної культури — єдина установа вищої освіти в  Республіці Білорусь в галузі фізичної культури, спорту і туризму. Засновник — Міністерство спорту і туризму Республіки Білорусь. Розташований у столиці держави місті Мінську.

## Історія університету
- Після блискучого виступу на всесоюзному фізкультурному параді на Червоній площі ЦВК СРСР відзначив Білоруський державний технікум фізичної культури орденом Трудового Червоного Прапора
- 22 липня 1937 р. Білоруський технікум фізичної культури був реорганізований в Інститут фізичної культури Білоруської Радянської Соціалістичної Республіки.
- До 1941 року в БДІФК було підготовлено 102 фахівця з фізичної культури і спорту. Друга світова війна перервала навчання. У лавах Радянської Армії та партизанських загонах відважно билися близько двохсот викладачів і студентів інституту.
- Відразу після  звільнення Мінська від німецьких військ, з першого жовтня 1944 р. відновилася робота інституту. Його будівлі та спортивні об'єкти відновлювалися в основному силами викладачів і студентів.
- В наступні роки БДІФК значно розширив свою навчально-виробничу базу. Були побудовані нові гуртожитки, басейн, стадіон, спортивні бази, а в 1983 р. був зведений новий навчальний корпус на проспекті Переможців.
- У квітні 1992 року на базі Білоруського державного ордена Трудового Червоного Прапора інституту фізичної культури утворюється Академія фізичного виховання і спорту Республіки Білорусь (з березня 2001 року — Білоруська державна академія фізичної культури).

## Факультети університету
- Спортивно-педагогічний факультет спортивних ігор і єдиноборств
- Спортивно-педагогічний факультет масових видів спорту
- Факультет оздоровчої фізичної культури і туризму
- Інститут туризму
- Факультет довузівської підготовки
- Навчальний центр підготовки, підвищення кваліфікації та перепідготовки кадрів «Вища школа тренерів»
- Інститут підвищення кваліфікації кадрів у галузі фізичної культури і спорту

## Відомі випускники
В університеті навчалися чемпіони  Олімпійських ігор Світлана Богінская, Віталій Щерба, Марина Лобач, Олександр Медведь, Олег Караваєв, Володимир Камінський, Олег Логвин, Олександр Романьков, Ромуальд Клим, Елліна Звєрєва, Яніна Корольчік, Володимир Парфенович, Катерина Карстен, Марія Логвінова та ін.